# Телефестиваль песни АВС 2012
Телефестиваль песни АВС 2012 (англ. ABU TV Song Festival 2012; кор. ABU TV 송 페스티벌 2012) — является первым ежегодным Азиатско-Тихоокеанским телефестивалем песни, который не носил соревновательный характер (в отличие от Евровидения). Прошёл 14 октября 2012 года в «KBS Hall», который расположен в столице Южной Кореи — Сеуле. Данное мероприятие совпало с 49-й генеральной ассамблеей Азиатско-Тихоокеанского вещательного союза (ABU, рус. АВС). В фестивале подтвердили своё участие 11 стран.
Азиатско-Тихоокеанский вещательный союз (АВС) ранее уже запускал проекты международных конкурсов, таких как Евровидение, для своих членов в период с 1985 по 1987 года. Европейский вещательный союз предложил сотрудничать с АВС в 2008 году для создания «Конкурса песни Азиявидение», однако переговоры не дали результатов. В 2011 году АВС заявил, что организует свои собственные Азиатско-Тихоокеанские радио- и телефестивали песни.
Используемый формат отличается от формата конкурса песни Евровидение, поскольку существует два одноимённых фестиваля. Азиатско-Тихоокеанский фестиваль песни представлял собой несоревновательное музыкальное гала-шоу, в то время, как радиофестиваль песни являлся соревновательным. Фестиваль не транслировался в прямом эфире не одной из вещательных компаний, но планировалось, что он будет транслироваться в октябре-ноябре 2012 года.

## История
Азиатско-Тихоокеанский вещательный союз (АВС) уже запускал проект международного конкурса песни для своих членов, вдохновлённых конкурсом песни Евровидение в 1985—1987 годах, который назывался «Азиатско-Тихоокеанский конкурс популярной песни» (англ. ABU Popular Song Contest). В нём приняли участие 14 стран Азиатско-Тихоокеанского региона. Шоу имело концепцию аналогичную текущим фестивалям, где победителей выбирало профессиональное жюри. Победы в этом конкурсе одержали Южная Корея, Новая Зеландия и Австралия соответственно. В 1989—1991 годах АВС создал «Азиатско-Тихоокеанский Всемирный конкурс песни Золотого Воздушного Змея» (англ. ABU Golden Kite World Song Festival) в Малайзии с участием стран АТР, а также Югославии и Финляндии.
В 2008 году Европейский вещательный союз (ЕВС) предложил сотрудничество с АВС для создания Конкурса песни Азиявидение, однако, эти переговоры не дали никаких результатов, и в сентябре 2008 года было объявлено, что формат Конкурса песни Евровидение для азиатского производства был продан частной компании из Сингапура, ООО «Asiavision». Оригинальным названием, предназначенным для этого мероприятия, было «Конкурс песни Азиявидение» (англ. Asiavision Song Contest), но позже, по запросу от АВС, название сменили на «Наш Звук — Азиатско-Тихоокеанский конкурс песни» (англ. Our Sound — The Asia-Pacific Song Contest), которое используется в названии Азиивидения для служб обмена новостями. Изначально, премьеру конкурса (который должен был иметь две программы телевизионного вещания в прямом эфире со всенародным голосованием) выставили на 2009 год, но позднее дата была перенесена на март 2010 года в Макао, а затем и на ноябрь 2010 в Мумбаи. В конце концов, событие было отложено на неопределённый срок «в связи с текущими спорами между организациями и ЕВС».
Незадолго до начала Азиатско-Тихоокеанского фестиваля песни, АВС рассматривал возможность организации Азиатско-Тихоокеанского фестиваля песни среди стран Содружества Юго-Восточной Азии (англ. ABU ASEAN TV Song Festival) в Таиланде. Исторически сложилось так, что конкурсы песни АСЕАН уже организовывались в период между 1981 и 1997 годом, однако с 2011 года Фестиваль стран Юго-Восточной Азии был организован между местными радиостанциями «Bintang Radio ASEAN».
В ноябре 2011 года АВС заявил, что он будет организовывать свои собственные теле- и радиофестивали песни, которые пройдут в южнокорейской столице, Сеуле, одновременно с 49-й генеральной ассамблеей в октябре 2012 года. Название «Конкурс песни Азиявидение» изначально упоминалось как возможное, но позже оно было официально изменено на «Азиатско-Тихоокеанский телефестиваль песни» (англ. ABU TV Song Festival) и «Азиатско-Тихоокеанский радиофестиваль песни» (англ. ABU Radio Song Festival). Соответствуя требованиям АВС, крайним сроком для принятия заявок на участие в Азиатско-Тихоокеанском телефестивале песни было 18 мая 2012 года.

## Место проведения
Сеул (официально город особого статуса Сеул) — столица и крупнейший город Республики Корея. Мегаполис с населением более 10 миллионов человек, является одной из крупнейших городов по численности населения среди развитых стран ОЭСР. Сеульский национальный столичный регион является второй по численности населения городской агломерацией с более чем 25 миллионами жителей. Включает в себя окружающий его мегаполис Инчхон и провинцию Кёнгидо. Почти четверть жителей Южной Кореи проживает в Сеуле, половина жителей живёт в столичном регионе совместно с более чем 275 000 иностранных жителей.
Сеул, расположенный на реке Ханган, представлял собой крупное поселение на протяжении более 2000 лет, был основан в 18 году до н.э., когда Пэкче, одна из «трёх корейских королевств», разместила свою столицу на территории современной юго-восточной части Сеула. Он также оставалось столицей Кореи во время правления династии Чосон и Корейской империи. Сеульский национальный столичный регион является родиной четырёх объектов Всемирного наследия ЮНЕСКО: Чхандоккун, Крепость Хвасон, Святилище Чонмё и Королевская гробница династии Чосон.

### Национальный вещатель
Корейская вещательная система (KBS) являлась вещателем первого выпуска ежегодного телефестиваля песни, который проходил в концертном зале KBS Hall. Вещатель предложил покрыть расходы на постановку шоу, а также разместить участников Азиатско-Тихоокеанского телефестиваля песни.

## Формат
В отличие от формата, используемого на конкурсе песни Евровидение, конкурс имеет два варианта Азиатско-Тихоокеанского фестиваля песни: Азиатско-Тихоокеанский радиофестиваль песни 2012 и Азиатско-Тихоокеанский телефестиваль песни 2012, проходившие в период с 11 по 17 октября 2012 года во время 49-й генеральной ассамблеи АВС. На телефестивале, участники из одиннадцати стран исполнили песни из своего репертуара в музыкальном гала-представлении. Девиз фестиваля — «На грани волны» (англ. Beyond the Wave) — был вдохновлён развитием в сфере цифровых технологий СМИ по всему миру.

## Участвующие страны
Одиннадцать стран приняли участие в финале Азиатско-Тихоокеанского фестиваля песни 2012 (см. список участников ниже). Монголия, изначально, также выбрала представительницу Наран с песней «Нүдний шил (Оттенки)», но впоследствии отозвала свою заявку 14 сентября 2012 года.
| №  | Страна                            | Язык                  | Исполнитель                        | Песня                                     | Перевод             |
| -- | --------------------------------- | --------------------- | ---------------------------------- | ----------------------------------------- | ------------------- |
| 01 | Сингапур                          | Малайский             | Тауфик Батисах                     | «Usah Lepaskan»                           | «Не отпускай»       |
| 02 | Австралия                         | Английский            | Хавана Браун                       | «We Run the Night»                        | «Мы движем ночью»   |
| 03 | Шри-Ланка                         | Сингальский           | Арджуна Рооканта и Шаника Мадумали | «Me Jeewithe» (මේජීවිතේ)                      | «Эта жизнь»         |
| 04 | Малайзия                          | Малайский             | Хафиз                              | «Awan Nano»                               | «Нано-облака»       |
| 05 | Вьетнам                           | Вьетнамский           | Ле Вьет Ань                        | «Mây»                                     | «Облако»            |
| 06 | Япония                            | Японский, английский  | Perfume                            | «Spring of Life»                          | «Источник жизни»    |
| 07 | Гонконг                           | Кантонский            | Альфред Хуэй (許廷鏗)              | «Ma Ngai (螞蟻)» («Ma Yi» в мандаринском) | «Муравей»           |
| 08 | Индонезия                         | Индонезийский         | Мариа Чалиста                      | «Karena Ku Sanggup»                       | «Потому что я могу» |
| 09 | Китай                             | Мандаринский          | Цао Фуцзя (曹芙嘉)                 | «Qian gua (牵挂)»                         | «Не беспокойся»     |
| 10 | Афганистан                        | Персидский1           | Хамид Сахизада (حمید سخی زاده)     | «Dide ma (دید ما)»                        | «Посмотрим»         |
| 11 | Республика Корея (страна-хозяйка) | Корейский, английский | TVXQ (동방신기)                    | «Catch Me»                                | «Поймай меня»       |

Примечания
1.↑ В частности Хазара — персидский диалект Хазараджата (Центральный Афганистан).
| |  |  |
| Слева направо: Хавана Браун, представительница Австралии на «Азиатско-Тихоокеанском телефестивале песни 2012»; TVXQ, представители Южной Кореи; Тауфик Батисах, представитель Сингапура. |  |  |

## Международное вещание
Каждая из стран-участниц была приглашена транслировать оба события и комментировать их на родном языке для ясности и описания конкурса. Фестиваль не транслировался в прямом эфире, хотя каждая телекомпания заявила, что они будут транслировать фестиваль в октябре-ноябре 2012 года с предполагаемой аудиторией в 2 миллиарда человек, это в двадцать раз больше аудитории когда-либо достигаемой на конкурсе песни Евровидение (для сравнения: на Евровидении достигается численность аудитории в 100 миллионов человек).
- Австралия — SBS One (28 октября 2012) / SBS Two (1 ноября 2012)[20]
- Афганистан — Radio Television Afghanistan
- Вьетнам — Vietnam Television
- Гонконг — Television Broadcasts Limited (10 ноября 2012)
- Китай — Центральное телевидение Китая
- Индонезия — Televisi Republik Indonesia (3 ноября 2012)
- Малайзия — Radio Televisyen Malaysia
- Республика Корея — KBS 1TV (21 октября 2012)[20]
- Сингапур — MediaCorp Suria (Ноябрь 2012)[20]
- Шри-Ланка — MTV Channel
- Япония — Японская вещательная корпорация